# Paristrion

Les thèmes de l'Empire byzantin en 1045.

Le thème de Paristrion est un thème byzantin (une province civile et militaire) situé dans l'actuelle Bulgarie. Le thème a été pendant une partie de son histoire élevé au rang de duché. 

## Histoire
Le thème de Paristrion est créé à la suite de la conquête de l'Empire bulgare par Basile II en 1018-1019. Le territoire de l'ancien empire est alors séparé en différents thèmes dont celui de Paristrion. Celui-ci recouvre les territoires déjà conquis par Jean Tzimiskès mais perdus à la mort de celui-ci. Sa capitale est Tirnovo. En outre, il inclut les Bouches du Danube. À l'image du thème de Bulgarie voisin, Basile II conserve de nombreuses institutions existantes sous l'Empire bulgare (comme le mode d'imposition des paysans) pour éviter toute révolte. Thème frontière, il est soumis aux raids des Petchénègues. En 1045, Constantin IX y installe un rebelle petchénègue qui s'est réfugié dans l'Empire, Kégénès, pour qu'il défende la frontière pour le compte de l'Empire. Il aide notamment les Byzantins à défaire une invasion menée par Tyrach en 1046-1047. Toutefois, sous Michel VII, le thème est conquis par les Petchénègues qui s'en servent comme base pour lancer des raids en Thrace jusqu'à leur défaite lors de la bataille de la colline de Lebounion contre Alexis Ier en 1091. Le Paristrion revient alors dans le giron byzantin et les villes du thème connaissent une importante prospérité du fait de leurs relations commerciales avec les Russes et les Coumans. Toutefois, ces derniers lancent encore des raids épisodiques sur le territoire jusqu'à ce que Jean II remporte une victoire contre eux en 1122.
Globalement, les villes du Paristrion sont peu développées, bien que Tirnovo bénéficie de la destruction du danger petchénègue pour se développer grâce à l'artisanat local. De même, les villes des Bouches du Danube sont prospères grâce au commerce, à l'image de Dinogétia ; mais d'autres cités sont durablement affaiblies par les raids petchénègues comme Păcuiul lui Soare (en). Les campagnes sont surtout peuplées par des éleveurs valaques. Le thème du Paristrion échappe à la domination byzantine lors de la création du deuxième Empire bulgare au milieu des années 1180.